# Julia (serie de televisión)
Julia es una serie de televisión de comedia de situación estadounidense mayormente recordada como una de las primeras series donde una mujer afrodescendiente no interpreta un personaje estereotipado. En este caso es además la protagonista. Si bien es cierto que habían aparecido afroamericanos como protagonistas en series televisivas, por lo general hacían de sirvientes o papeles similares. Una excepción fue la serie Star Trek donde aparecía el personaje de la oficial de telecomunicaciones Nyota Uhura. 
La protagonista de la serie «Julia» fue la actriz y cantante Diahann Carroll, y participó de los 86 episodios difundidos por NBC, desde el 17 de septiembre de 1968 hasta el 23 de marzo de 1971. Durante la preproducción, se propuso titular a la serie Mama's Man («El hombre de Mamá»).

## Trama
Julia Baker (Diahann Carroll) es una madre viuda (su esposo fue un piloto abatido en la guerra de Vietnam) quien trabaja para un médico, el Dr. Morton Chegle (Lloyd Nolan). Julia tiene un hijo, Corey (Marc Copage), quien se acuerda muy poco a su padre.

## Impacto de la serie
Aunque "Julia" marcó un hito en la televisión, un importante sector afroamericano la tildó de "políticamante incorrecta". La serie comenzó a emitirse en España en septiembre de 1970 los jueves por la noche en el segundo canal de Televisión Española.

## Reparto
- Diahann Carroll ... Julia Baker
- Marc Copage ... Corey Baker
- Betty Beaird ... Marie Waggedorn
- Janear Hines ... Roberta (1970-1971)
- Eugene Jackson ... Tío Lou (1968-1969)
- Michael Link ... Earl J. Waggedorn
- Lloyd Nolan ... Dr. Morton Chegley
- Fred Williamson ... Steve Bruce (1970-1971)
- Paul Winfield ... Paul Cameron

## Cancelación
La serie se canceló en 1971 ya que Carroll y Hal Kanter (creador y productor de la serie) deseaban ocuparse en otros proyectos.

## Reconocimientos y nominaciones
| Año  | Reconocimiento          | Resultado | Categoría                                                         | Nominado                                                           |
| ---- | ----------------------- | --------- | ----------------------------------------------------------------- | ------------------------------------------------------------------ |
| 1969 | American Cinema Editors | Nominado  | Best Edited Television Program                                    | John Ehrin (For episode "Mama's Man")                              |
| 1969 | Premios Primetime Emmy  | Nominado  | Outstanding Single Performance by an Actor in a Supporting Role   | Ned Glass (For episode "A Little Chicken Soup Never Hurt Anybody") |
| 1969 | Premios Primetime Emmy  | Nominado  | Primetime Emmy a la mejor actriz - Serie de comedia               | Diahann Carroll                                                    |
| 1969 | Premios Primetime Emmy  | Nominado  | Primetime Emmy al mejor actor - Serie de comedia                  | Lloyd Nolan                                                        |
| 1969 | Premios Primetime Emmy  | Nominado  | Outstanding Comedy Series                                         | Hal Kanter                                                         |
| 1970 | Premios Primetime Emmy  | Nominado  | Primetime Emmy a la mejor actriz de reparto - Serie de comedia    | Lurene Tuttle                                                      |
| 1969 | Premios Globo de Oro    | Nominado  | Globo de Oro a la mejor serie - Comedia o musical                 | -                                                                  |
| 1969 | Premios Globo de Oro    | Ganador   | Globo de Oro a la mejor actriz de serie de TV - Comedia o musical | Diahann Carroll                                                    |
| 1970 | Premios Globo de Oro    | Nominado  | Mejor actriz de TV - Musical/Comedia                              | Diahann Carroll                                                    |
| 2003 | TV Land Awards          | Ganador   | Groundbreaking Show                                               | Diahann Carroll                                                    |